# Tallro kapell
Tallro kapell är en kyrkobyggnad på kyrkogården i Råneå, Luleå kommun, vilken tillhör Råneå församling i Luleå stift. Tallro kapell byggdes i början av 1970-talet och har kontinuerligt byggts till och renoverats.

## Verksamhet
I Tallro kapell genomfös både kyrkliga- och borgerliga begravningar, med plats för c:a 70 personer. I anslutning till kapellet har kyrkogårdspersonalen sina lokaler.